# Pernil
El pernil (pernil asado, pernil al horno, lomo de cerdo asado) es una pierna o paleta de cerdo marinada y asada a fuego lento, común en la cocina latinoamericana. El pernil suele acompañarse de arroz y suele compartirse durante la Navidad.
En la gastronomía venezolana es especialmente apetecido como parte de tradicional plato navideño de este país acompañado de la hallaca, ensalada de gallina y pan de jamón. Si bien hay quienes lo reemplazan por pavo (o pollo) relleno y horneado o bien por asado negro.  También con el mismo se rellenan arepas, ya sea la clásica arepa de pernil (con rodajas de tomate y mayonesa) o la llamada "rumbera" (con queso gouda rallado).